# Christijan Petrov
Christijan Petrov (Bulgaars: Християн Ивайлов Петров) (Plovdiv, 24 juni 2002) is een Bulgaars voetballer die doorgaans als verdediger speelt. Hij verruilde in 2025 CSKA Sofia voor sc Heerenveen.

## Carrière
Petrov doorliep de jeugdopleidingen van Lokomotiv Plovdiv en CSKA Sofia. Voordat hij zijn debuut maken voor de ploeg uit Sofia, werd hij uitgeleend aan Litex Lovetsj, dat uitkwam op het tweede niveau, de Vtora Liga. Hij was daar vaste basisspeler. 
Toen Petrov na afloop van het seizoen 2020/21 weer terugkwam bij CSKA Sofia, werd hij in eerste instantie toegevoegd aan de selectie. Hij maakte zijn debuut in de Parva Liga op 22 augustus 2021, tegen OFK Pirin Blagoëvgrad (1-0). Vervolgens werd hij tot februari 2022 toch weer uitgehuurd aan Litex. Vanaf het seizoen 2022/23 was hij een vaste basisspeler voor CSKA. Op 4 augustus 2022 maakte hij zijn debuut op het Europese toneel, in de kwalificatie voor de UEFA Conference League. Hij speelde de hele wedstrijden tegen het Ierse St. Patrick's Athletic FC. Ook speelde hij nog twee wedstrijden tegen FC Basel. Door een 1-0 winst en een 0-2 verlies tegen Basel plaatste CSKA Sofia zich uiteindelijk niet voor de Conference League.

### Heerenveen
In januari 2025 maakte Petrov de overstap naar sc Heerenveen in de Eredivisie. Hij tekende een contract tot de zomer van 2029. Hij debuteerde op 12 januari tegen NAC Breda (4-2). Hij kwam in de 72e minuut in de ploeg voor Mats Köhlert. Vier dagen later debuteerde hij ook in de KNVB Beker tegen Quick Boys (2-3). Hij kwam voor het begin van de extra tijd weer in de ploeg voor Köhlert.

## Interlandcarrière
Petrov speelde voor verscheidene jeugdelftallen van Bulgarije. Hij debuteerde voor het seniorenelftal op 24 maart 2023, in een kwalificatiewedstrijd voor het EK 2024 tegen Montenegro (0-1). Hij begon in de basis, maar werd na een uur gewisseld voor Janis Karabeljov.
| Interlands van Christijan Petrov voor Bulgarije | Interlands van Christijan Petrov voor Bulgarije | Interlands van Christijan Petrov voor Bulgarije | Interlands van Christijan Petrov voor Bulgarije | Interlands van Christijan Petrov voor Bulgarije | Interlands van Christijan Petrov voor Bulgarije |
| №                                               | Datum                                           | Wedstrijd                                       | Uitslag                                         | Competitie                                      | Goals                                           |
| ----------------------------------------------- | ----------------------------------------------- | ----------------------------------------------- | ----------------------------------------------- | ----------------------------------------------- | ----------------------------------------------- |
| 1                                               | 24 maart 2023                                   | Bulgarije – Montenegro                          | 0 – 1                                           | EK 2024 (kwalificatie)                          | 0                                               |
| 2                                               | 27 maart 2023                                   | Hongarije – Bulgarije                           | 3 – 0                                           | EK 2024 (kwalificatie)                          | 0                                               |
| 3                                               | 4 juni 2024                                     | Roemenië – Bulgarije                            | 0 – 0                                           | Vriendschappelijk                               | 0                                               |
| 4                                               | 8 juni 2024                                     | Slovenië – Bulgarije                            | 1 – 1                                           | Vriendschappelijk                               | 0                                               |
| 5                                               | 15 oktober 2024                                 | Noord-Ierland – Bulgarije                       | 5 – 0                                           | UEFA Nations League                             | 0                                               |
| 6                                               | 10 juni 2025                                    | Griekenland – Bulgarije                         | 4 – 0                                           | Vriendschappelijk                               | 0                                               |

Bijgewerkt op 10 juni 2025.

## Statistieken
| Seizoen | Club            | Competitie | Competitie | Competitie | Beker | Beker | Overig | Overig | Totaal | Totaal |
| Seizoen | Club            | Competitie | Wed.       | Dlp.       | Wed.  | Dlp.  | Dlp.   | Dlp.   | Wed.   | Dlp.   |
| ------- | --------------- | ---------- | ---------- | ---------- | ----- | ----- | ------ | ------ | ------ | ------ |
| 2019/20 | → Litex Lovetsj | Vtora Liga | 2          | 0          | 0     | 0     | 0      | 0      | 2      | 0      |
| 2020/21 | → Litex Lovetsj | Vtora Liga | 29         | 4          | 0     | 0     | 0      | 0      | 29     | 4      |
| 2021/22 | → Litex Lovetsj | Vtora Liga | 10         | 2          | 0     | 0     | 0      | 0      | 10     | 2      |
| 2021/22 | CSKA Sofia      | Parva Liga | 5          | 0          | 0     | 0     | 0      | 0      | 5      | 0      |
| 2022/23 | CSKA Sofia      | Parva Liga | 26         | 0          | 2     | 0     | 3      | 0      | 31     | 0      |
| 2023/24 | CSKA Sofia      | Parva Liga | 29         | 2          | 3     | 0     | 1      | 0      | 33     | 2      |
| 2024/25 | CSKA Sofia      | Parva Liga | 10         | 0          | 1     | 0     | 0      | 0      | 11     | 0      |
| 2024/25 | sc Heerenveen   | Eredivisie | 6          | 0          | 1     | 0     | 1      | 0      | 8      | 0      |
| Totaal  | Totaal          | Totaal     | 117        | 8          | 7     | 0     | 5      | 0      | 129    | 8      |

Bijgewerkt op 10 juni 2025.